# Kohautia cuspidata
Kohautia cuspidata là một loài thực vật có hoa trong họ Thiến thảo. Loài này được (K.Schum.) Bremek. mô tả khoa học đầu tiên năm 1952.